# 11296 Denzen
11296 Denzen eller 1992 KA är en asteroid i huvudbältet som upptäcktes den 24 maj 1992 av den japanska astronomen Tsutomu Seki vid Geisei-observatoriet. Den är uppkallad efter målaren Aoudou Denzen.
Asteroiden har en diameter på ungefär 6 kilometer.